# São José de Ribamar EC
São José de Ribamar EC is een Braziliaanse voetbalclub uit São José de Ribamar in de staat Maranhão. 

## Geschiedenis
De club werd opgericht in 2007en speelde een jaar later al in de hoogste klasse van het Campeonato Maranhense. In het eerste seizoen eindigde de club voorlaatste in het eerste toernooi, maar in het tweede toernooi werden ze eerste in de groepsfase en plaatsten zich zo voor de halve finale, waar ze verloren van Bacabal. In 2012 kon de club opnieuw de halve finale bereiken en verloor daar van Cordino. Ook in 2015 bereikten ze de halve finale en verloren nu van Imperatriz. 